# نيكول كرايغ
نيكول كرايغ (بالإنجليزية: Nicole Craig)‏ (19 يناير 1809م، بورت أوف سبين في ترينيداد وتوباغو)؛ كاتِبة وشاعرة ترينيدادية.